# Sebastian Hahn
Sebastian Hahn (Rostock, 18 dicembre 1975) è un allenatore di calcio ed ex calciatore tedesco, di ruolo centrocampista.